# Asteriks i przyjaciele
W hołdzie Albertowi Uderzo. Asteriks i przyjaciele (fr. Astérix et ses amis) – zbiór komiksów 34 autorów, zadedykowany Albertowi Uderzo z okazji jego 80. urodzin.
Premiera albumu miała miejsce w 2007 r. Autorem polskiego tłumaczenia jest Marek Puszczewicz.

## Lista komiksów
| Tytuł francuski                    | Tytuł polski                      | Autorzy                                                                              |
| ---------------------------------- | --------------------------------- | ------------------------------------------------------------------------------------ |
| Astérix aux arts premiers          | Asteriks w sztuce prymitywnej     | René Loustal                                                                         |
| Hommage                            | W hołdzie                         | Juanjo Guarnido                                                                      |
| Ils sont fous ces Blorks           | Ależ głupi ci Blorkowie           | Midam                                                                                |
| Trolle de rencontre                | Spotkanie z trollem               | Mourier, Arleston                                                                    |
| La méga menace                     | Megazagrożenie                    | Zep                                                                                  |
| XIII amicalement                   | Przyjazny XIII                    | Vance, Van Hamme                                                                     |
| Cours d’anatomix                   | Kurs Anatomiksa                   | François Boucq                                                                       |
| Garnisons, 2000 ans après J.-C.    | Garnizony 2000 lat po Chrystusie  | Baru                                                                                 |
| Thorgalement vôtre                 | Pozdrowienie od Thorgala          | Rosiński, Van Hamme                                                                  |
| La Vendetta                        | Wendeta                           | Milo Manara                                                                          |
| L’autre Obélix                     | Inny Obeliks                      | Turf                                                                                 |
| Vol 50 avant J.-C.                 | Lot do 50. roku p.n.e.            | Walthéry                                                                             |
| La communication selon les Gaulois | Komunikacja według Galów          | Laudec, Cauvin                                                                       |
| Il était une fois en Amérix        | Dawno temu w Ameryksie            | Achdé, Gerra                                                                         |
| Galatine                           | Galatyna                          | Beltran                                                                              |
| Malentendu                         | Nieporozumienie                   | Carrère                                                                              |
| Tous les chemins mènent à Rome     | Wszystkie drogi prowadzą do Rzymu | Brösel                                                                               |
| Le laboratoire de Gaston           | Laboratorium Gastona              | Jidéhem                                                                              |
| Astérix chez les rêveurs           | Asteriks u marzycieli             | Dany                                                                                 |
| La grande marmitte                 | Wielki kocioł                     | Cuzor                                                                                |
| Le gâteau de Troie                 | Tort trojański                    | Immonen                                                                              |
| Ric Hochet et le mystère du temps  | Ric Hochet i tajemnica czasu      | Tibet                                                                                |
| Melting pot                        | W tyglu                           | Vicar                                                                                |
| Éternel Obélix                     | Niezmienny Obeliks!               | Jean Graton, Philippe Graton, Christian Papazoglakis, Robert Paquet, Nedzad Kamenica |
| La surprise d'Obélix               | Niespodzianka Obeliksa            | Derib                                                                                |
| L'autre grande traversée           | Inna wielka przeprawa             | Batem                                                                                |
| La vie nocturne d'Astérix          | Nocne życie Asteriksa             | Forges                                                                               |
| L'inconnu                          | Obcy                              | Lloyd                                                                                |
| Office du tourisme                 | Biuro podróży                     | Kuijpers                                                                             |
| Donjons et Gaulois                 | Zamczyska i Galowie               | Arleston, Tarquin                                                                    |